# Внешнеполитические итоги Австро-прусско-итальянской войны

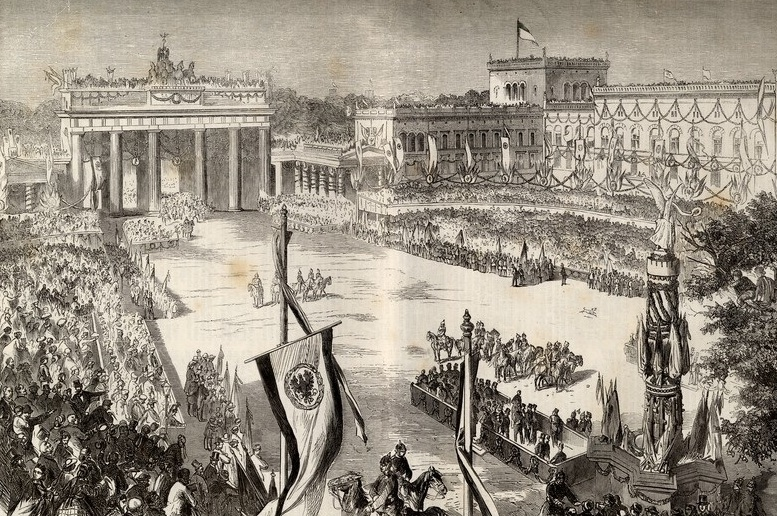
Elaborate victory celebrations were organized by Prussian authorities on September 21, 1866, to emphasize a new relationship between the Prussian monarchy, parliament, and the people — on Bismarck’s and King Wilhelm I’s terms. Based on a drawing by L. Burger and Hermann Scherenberg, this woodcut shows the Prussian king being greeted by a delegation of girls [Festjungfrauen]. The Brandenburg Gate (left) serves as an ideal backdrop.

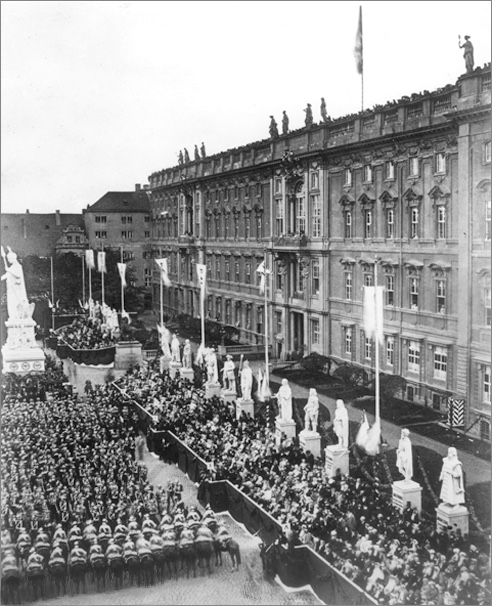
На этой современной тем событиям фотографии изображён официальный вход в Берлин прусских полков возвращающихся из Богемии 21 сентября 1866 г. Полки поют «Te Deum» в Лустгартене. Справа — королевский дворец.

## Пражский мир и территориальные изменения
Мирный договор был подписан в Праге 23 августа 1866 года.
- Германский союз был распущен и создан новый, Северогерманский союз во главе с Пруссией.
- Австрия уступила Пруссии Гольштейн (захваченный в 1864 году в ходе совместной с Пруссией войны против Дании).
- Венецианская область была передана Италии.
- Пруссия аннексировала Ганновер, Гессен-Кассель, Гессен-Хомбург, Франкфурт-на-Майне и Нассау.

Кроме того, Австрийская империя признала упразднение Германского союза и выплатила победителям контрибуцию.
О. Бисмарку с трудом удалось уклониться от настояний России на созыве международного конгресса в духе Парижской мирной конференции 1856 года, который поставил бы успех Пруссии под сомнение. Однако вмешательство Наполеона III в договорённости, привёдшие к заключению окончательного мирного договора в Праге 23 августа 1866 года, «министру конфликтов» пришлось принять как неизбежность. На прусско-французских переговорах в обмен на отказ Пруссии от перехода через Майнскую линию Наполеон III согласился на аннексию Пруссией северогерманских территорий с населением до четырёх миллионов человек. Это дало О. Бисмарку возможность «закруглить» Пруссию вокруг Ганновера, курфюршества Гессенского, Нассау и старинного рейнского города Франкфурта и обеспечить неприкосновенность своих позиций в Северной Германии. Сколь проблематичным ни представлялось бы это решение в аспекте легитимности монархии — в особенности на фоне вызывающей жёсткости, как в случае с Франкфуртом-на-Майне — и внутриполитического благоразумия, оно всё же было принято. Кроме того, при заключении Пражского мира был упомянут, с оглядкой на Францию, обособленный Южногерманский союз. Он, впрочем, никогда не был создан, ибо О. Бисмарк воспользовался территориальными притязаниями на западные области Германии, проявившимися в ходе переговоров с французским посланником, и заключил с каждым южногерманским государством в отдельности тайный оборонительный союз. Теперь они были прочно соединены с Пруссией не только экономическими связями (членством в Германском таможенном союзе), но и военными. И, наконец, в статье пятой Пражского мира по настоянию Франции был закреплён принцип, по самой своей сути чуждый как Пруссии, так и Австрии — «свободное определение населения северных районов Шлезвига» в вопросе возможного присоединения их к Дании, которое произошло только после Первой мировой войны.
Сейчас же после битвы при Садовой, австрийский император телеграфировал Наполеону III, что отдаёт Венецию ему, императору французов. Этот на первый взгляд странный дипломатический шаг объяснялся, во-первых, тем, что австрийский штаб хотел поскорее окончательно ликвидировать итальянский фронт, пожертвовав Венецией, и в скорости перебросить южную свою армию на север против пруссаков в помощь разбитой армии Бенедека. Во-вторых, Франц-Иосиф хотел подчеркнуть, что разгромленные при Кустоце итальянцы вовсе не завоевали Венецию, а могут получить её из рук их покровителя Наполеона III. 3 октября Австрия подписала соответствующий Венский мирный договор.

## Выбор малогерманского пути объединения Германии
Важнейшим итогом австро-прусской войны было полное отстранение Австрии от германских дел, обеспечение решающего влияния Пруссии на северогерманские государства путём создания Северогерманского союза, аннексии Шлезвиг-Гольштейна и присоединения к Пруссии трёх государств: Ганновера, Гессен-Кастель, Нассау, а также вольного города Франкфурта-на-Майне. В результате новая империя была создана как национальное государство немцев, в которое не были включены многочисленные инонациональные (в основном славянские) территории, находившиеся в составе Австрии. Австрияки, оставшиеся за бортом нового государства, в результате образовали отдельную нацию.
Под именем Северогерманского союза в Центральной Европе возникло фактически новое государство. По этому поводу Бисмарк писал в своих мемуарах:

«…я исходил из того, что единая Германия — лишь вопрос времени и что Северогерманский союз только первый этап на пути к его разрешению».

## Ослабление и дипломатическая изоляция Австрии. Основание Австро-Венгрии
Резкое ослабление в результате войны Австрийской империи при одновременном усилении угрозы со стороны России и росте панславянских симпатий внутри национальных движений славянских народов империи (прежде всего, чехов), обеспокоили венгерских лидеров. Тактика «пассивного сопротивления» уже не приносила результатов, а наоборот, лишала венгерскую элиту возможности участвовать в управлении страной. В то же время усилились национальные движения других наций Австрийской империи: чехов, хорватов, румын, поляков и словаков, которые выступали с идеями преобразования государства в федерацию равноправных народов. Всё это привело к тому, что Ференц Деак и его сторонники решили отказаться от национальной идеологии времён революции и радикально снизили объём своих требований на переговорах с правительством. В результате, 15 марта 1867 г. между австрийским императором Францем-Иосифом I и представителями венгерского национального движения во главе с Деаком было заключено австро-венгерское соглашение, в соответствии с которым Австрийская империя преобразовывалась в дуалистическую монархию Австро-Венгрия.

## Продолжение объединения Германии
Заключив мир с Австрией, Пруссия приступила к подготовке третьего, заключительного акта на пути к объединению Германии — войне с Францией. Свою главную дипломатическую цель Бисмарк усматривал в том, чтобы и на сей раз обеспечить нейтралитет России.

«Стремление не допустить объединение Германии „снизу“ лежало в основе всей политики правительства Бисмарка, главная задача которой состояла в осуществлении этого объединения путём войн под властью прусской монархии». Нарочницкая Л. И.